# Schweizer Radio DRS
Pour les articles homonymes, voir Schweizer et DRS.
Schweizer Radio DRS était une Unité d'entreprise du groupe public audiovisuel suisse SRG SSR. Elle a fusionné avec la Schweizer Fernsehen (télévision) au sein de la SRF en 2011 et prend le nom de Radio SRF.
La Radio SRF produit des émissions de radio pour toute la Suisse et spécifiquement les Suisses de langue germanophone.

## Siège
Le siège de la Radio SRF est à Bâle. Cependant, la radio alémanique a plusieurs studios de production : Radio SRF 1, Radio SRF 3 et Radio SRF Musikwelle sont produits à Zurich ; Radio SRF 2 Kultur et Radio SRF Virus sont produits à Bâle ; Radio SRF 4 News est produite à Berne.

## Acronyme
DRS signifie Deutsche und Rätoromanische Schweiz ce qui peut être traduit en français par "Suisse alémanique et romanche". Bien que la partie romanche détienne sa propre Unité d'entreprise autonome depuis 1995, la marque "DRS" a été gardée jusqu'en 2011 lors de la fusion et jusqu'au 16 décembre 2012 lors du changement du nom des stations, de DRS à Radio SRF.

## Histoire
La Radio alémanique démarre ses émissions en 1931. Elle regroupe diverses radios régionales qui se fédèrent sous le nom de Schweizerischen Rundspruch-Gesellschaft (SRG) (Société de radiodiffusion suisse). En 1938, le romanche devient langue nationale et des émissions en romanche sont diffusées depuis Zurich. Entre 1939 et 1945, la radio n'est utilisée qu'à des fins d'information par les Autorités Fédérales. Dès 1945, elle diffuse des programmes d'information et de divertissement. En 1968, DRS 1 et DRS 2 sont créées, puis en 1983, c'est au tour de DRS 3 d'être créée. En 1999, la SR DRS décide d'agrémenter son offre en lançant la radio DRS Virus, principalement axée sur un programme de musique destiné uniquement aux jeunes. DRS Musikwelle et DRS 4 News sont créées respectivement en 1996 et 2007.

## Organisation

### Direction
- Lis Borner : Rédactrice en Chef

## Programmes
- Radio SRF 1, programme généraliste
- Radio SRF 2 Kultur, programme culturel et musique classique
- Radio SRF 3, programme destiné aux jeunes avec musique pop et commerciale
- Radio SRF 4 News, programme d'actualité en continu
- Radio SRF Virus, programme musical avec des musiques plus alternatives que sur DRS 3
- Radio SRF Musikwelle, programme diffusant de la musique populaire, musique folk alpine et du Schlager.

La Radio SRF diffuse, tout comme la télévision publique alémanique, les programmes de langue romanche produits par la Radio Rumantsch.

## Ancien logo

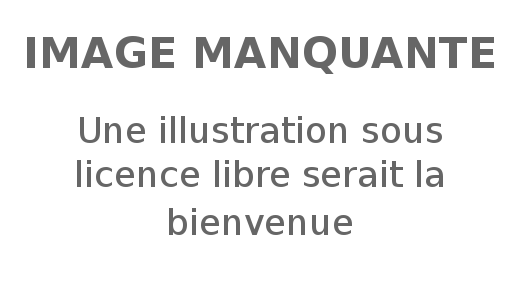
Ancien logo de 1993 à 2003.[réf. nécessaire]
Ancien logo de 2003 à 2007.[réf. nécessaire]
Ancien logo de 2007 à 2012.